# Шашки (журнал, Рига)
«Шашки» — журнал, издававшийся в Риге в 1959—1992 годах на русском и латышском языках (название журнала на латышском языке — «Dambrete» или «Дамбрете»). За всю историю существования специализированного издания было выпущено 330 номеров журнала. Журнал был посвящён русским и международным шашкам. Публиковал обзоры соревнований, турнирные таблицы, фотографии, интервью с выдающимися шашистами, анализ наиболее интересных партий, шашечные этюды, конкурсы задач.
Индексы по каталогу Союзпечати: 77268 — «Шашки», 77130 — «Дамбрете» (на латышском языке).

## История
Первый номер журнала — июнь-июль 1959 года, вышел в свет тиражом 7500 экземпляров.
В 1959—1967 годах журнал выходил в среднем раз в два месяца. На обороте обложки журнала в 1980-е годы было написано «выходит с 1959 г. раз в месяц на русском и латышском языках», эта формулировка не совсем точная: действительно, в 1980-х журнал «Шашки» выходил ежемесячно, и выходил он с 1959 года. Ежемесячным издание стало в 1968 году и оставалось ежемесячным до 1990 года включительно.
К концу 1970-х тираж популярнейшего специализированного журнала «Шашки» превышает 30000 экземпляров. В 1982 году тираж достиг 33500 экземпляров. К концу 1980-х тираж снижается до 25200 экземпляров.
В 1991 году вышло в свет 6 номеров журнала «Шашки». Последний номер журнала — № 1-6 (№ 330) 1992, вышел в свет середине 1992 года. Это был единственный вышедший в 1992 году номер — объединённые под одной обложкой материалы журналов «Шашки» и «Dambrete» за 1992 год, в этом номере редакция прощалась с читателями и объявляла о прекращении выпуска журнала.

## Основные члены редакционной коллегии
Международный гроссмейстер А. Андрейко, Л. Апиньш, гроссмейстер В. Вигман, А. Кехре, гроссмейстер А. Могилянский, мастер спорта В. Звирбулис, В. Грушецкий, мастер спорта И. Оерс, Б. Гурвич, Ж. Журавлева и др.

## Издатели
В разные годы в выходных данных значилось:
- Издание Центрального клуба Шашечной федерации Латвийской ССР (1959—1960)
- Издание Республиканского Совета союза спортивных обществ и организаций Латвийской ССР и Шашечной федерации Латвийской ССР (1961—1968)
- Издание Комитета по физической культуре и спорту при Совете министров Латвийской ССР и Республиканской Федерации шашек (1969—1972)
- Издание Комитета по физической культуре и спорту при Совете министров Латвийской ССР и Федерации шашек ЛССР (1973—1974)
- Издание Комитета по физической культуре и спорту при Совете министров Латвийской ССР и Федерации шашек ЛССР. Издатель: Объединённый шахматно-шашечный клуб Латвийской ССР. (1975-апрель 1990)
- Журнал Шашматно-Шашечного клуба Латвии (с мая по декабрь 1990 года)
- Журнал издательства «Авизе» (1991—1992 годы)

## Цена
- 2 рубля — с 1959 по ноябрь 1960 года
- 20 копеек — с декабря 1960 по 1982 год
- 25 копеек — с 1983 по 1989 год
- 40 копеек — в 1990 году
- 1 рубль 50 копеек для подписчиков — в 1991 году
- 9 рублей для подписчиков — в 1992 году